# 아이바네즈
아이바네즈(アイバニーズ, Ibanez)는 일본 호시노 악기(星野樂器, Hoshino Gakki) 그룹의 악기 회사이며 주로 기타, 베이스와 함께 앰프, 이펙터 등을 생산한다. 일본에 본사가 있고 중국, 인도네시아의 공장에서 악기를 생산, 전 세계에 악기를 판매하고 있다, 대량생산 이외에 주문생산에 의한 커스텀 모델들을 생산하고 있다. 한국 수입처는 (주)기타네트이다.

## 기타
현재 생산되고 있는 아이바네즈의 기타들은 사운드 성향에 따라 RG, S, ARTIST, X, ARTCORE,유명 아티스트 시그네쳐 모델, 완성 된 퀄리티나 제조과정에 따라서 J.Custom, U.S.A.Custom, Prestige, Genesis Collection, Premium, Iron Label, Gio으로 분류된다.
RG 시리즈는 그 중 가장 많이 판매되는 베이스우드,마호가니목재로 제작된 슈퍼스트랫 기타이다, Roadstar Guitar가 그 이니셜의 유래이다. 아치탑의 RGA, 쓰루넥 구조의 RGT, 26.5"의 스케일의 RGD, 아이언 라벨 시리즈인 RGIR 과 RGIX 등으로 구분된다.
S 시리즈의 S는 Saber의 약자로, 매우 얇은 마호가니 바디가 특징이다. 아치탑의 SA, 쓰루넥과 스트링 쓰루 브릿지의 SZ, 싱크로나이즈드 브릿지의 SV, 셋인넥과 스트링 쓰루 브릿지의 SZR등 다양한 모델이 있다.
ARTIST 시리즈는 셋인넥 구조의 마호가니 바디와 싱글 컷어웨이이며 다른 기종보다 더 얇은 바디와 넥에 튠 오매틱 브릿지가 장착 되었다.
ART는 싱글 컷어웨이 기타이다.
ARZ는 ART 디자인 기반으로 제작되는 액티브 서킷으로 설계된 베이스기타로써 인레이가 없는 외관을 지니고 있다.
XPT(Xiphos), ICT(Iceman), DTT(Destroyer), XG(Glaive), XH(Halberd), XF(Falchion)등의 모델은 X 시리즈에 속하는데, 알파벳 X의 형상의 형이상학 대칭의 외형이다. 록 뮤직의 개념에 의한 사운드 컨셉트이다. 그리고 X시리즈는 피에조 픽업도 사용한다.
아이바네즈는 많은 종류의 할로우 바디 기타들을 만드는데 이것들을 통틀어 ARTCORE 라고 한다.
기본형인 AF, 슬림바디를 가진 AG, 재즈에 특화된 AFJ, 세미 할로우 바디인 AS 등이 여기에 속한다.
FR 은 여러 가지 음악류에 범용적 사용 목적의 음색으로 알려져있고 싱글 컷어웨이 구조의 애쉬 또는 마호가니 목재로 구성되었다.
아이바네즈는 유명 아티스트의 시그네쳐 모델이 많은 것으로 유명한데 대표적으로 스티브 바이(Steve Vai)의 JEM, UV(Universe), 조 새트리아니(Joe Satriani)의 JS, 폴 길버트(Paul Gilbert)의 PGM과 FRM(Fireman), 앤디 티몬스(Andy Timmons)의 AT 등이 있다.

## 베이스
아이바네즈 전자기타의 분류와 동일하거나 흡사한 디자인 기반의 이름과 외형을 가진 베이스 기타 제품이 많다.
S 시리즈 기반의 SR 시리즈, ART 시리즈 연관의 ARTB 시리즈, ICT 모델류인 ICB 등이 있고
이 외에도 BTB(Boutique), EDB(Ergodyne) 시리즈와 같이 베이스 기타만의 디자인도 있다. 아티스트 시그네쳐 모델로는 피터 아이워스(Peter Iwers)의 PIB, 폴 그레이(Paul Gray)의 PGB, 필디(Fieldy)의 K5 등이 있다

## 그 외
아이바네즈는 앰프, 이펙터, 피크, 조율기, 기타 케이스, 케이블과 같은 뮤직 액세서리(악기소품)들도 함께 생산하고 있다.